# Хольц, Зейн
Зейн Рэй Броди Холц (англ. Zane Ray Brodie Holtz, род. 18 января 1987, Ванкувер, Британская Колумбия, Канада) — канадский актёр.

## Биография
Холц родился в Ванкувере, Британская Колумбия. В возрасте 5 лет, в своем родном городе получил работу в качестве модели. А в 10 лет впервые снялся в рекламном ролике. В 1999 году Зейн переехал в Калифорнию вместе со своей матерью и тремя младшими братьями: Бо, Харрисоном и Маккензи. Учился в Институте театра и кино Ли Страсберга в Лос-Анджелесе.

## Карьера
Свою первую роль получил в 2001 году снявшись в одном из эпизодов телесериала «C.S.I.: Место преступления». А в 2002 году появился в эпизоде сериала «Справедливая Эми». Позже последовали небольшие роли в сериалах и кино. Первую популярность Зейну принесла роль Остина Такера в сериале «Гимнастки», а также эпизодическая роль Криса в фильме 2012 года «Хорошо быть тихоней».  В 2013 году сыграл роль Jodi Arias: Dirty Little Secret, в телесериале о убийстве Александра Трэвиса. В 2014 получил одну из главных ролей, грабителя Ричи Гекко в телесериале «От заката до рассвета», за которую он был номинирован на премию «Fangoria Chainsaw Awards».
В 2019 году Хольц был приглашен The CW, в сериал Кэти Кин сыграв роль К.O. Келли., а также эту же роль в сериале Ривердейл.

## Личная жизнь
В 2013 году женился на давней подруге Челси Т. Пэгнини. Пара воспитывает дочь Лондон-Ив Пэгнини-Хольц (род. 14 сентября 2007) и ещё трех детей.(4 детей-Ryder Pagnini, london Pagnini-Holtz, Daisy Holtz, Rocky Holtz)

## Фильмография
| Год       |     | Русское название                  | Оригинальное название                              | Роль                                 |
| --------- | --- | --------------------------------- | -------------------------------------------------- | ------------------------------------ |
| 2001      | с   | C.S.I.: Место преступления        | CSI: Crime Scene Investigation                     | Дилан Бёркли                         |
| 2002      | с   | Справедливая Эми                  | Judging Amy                                        | Джимми Секор                         |
| 2003      | ф   | Клад                              | Holes                                              | Луи                                  |
| 2006      | с   | Топ-модель по-американски         | America's Next Top Model                           | играет самого себя                   |
| 2007      | кор |                                   | Smoke                                              | сын                                  |
| 2008      | кор |                                   | Jack N Jill                                        | Декстер                              |
| 2009      | с   | Столкновение                      | Crash                                              | Пол                                  |
| 2009      | с   | Детектив Раш                      | Cold Case                                          | Герберт «Волк» Джеймс'44             |
| 2010—2012 | с   | Гимнастки                         | Make It or Break It                                | Остин Такер                          |
| 2010      | с   | C.S.I.: Место преступления Майами | CSI: Miami                                         | Брэди Дженсен                        |
| 2010      | ф   | Перси Джексон и похититель молний | Percy Jackson & the Olympians: The Lightning Thief | крутой парень из 50-х                |
| 2010      | ф   | Вампирский засос                  | Vampires Suck                                      | Алекс                                |
| 2012      | ф   | Хорошо быть тихоней               | The Perks of Being a Wallflower                    | Крис                                 |
| 2012      | с   | Трудоголики                       | Workaholics                                        | Лэнс                                 |
| 2013      | с   | Морская полиция: Спецотдел        | NCIS                                               | старшина третьего класса Кевин Уайет |
| 2013      | ф   | Грэйс акустическая                | Grace Unplugged                                    | Джей Грейсон                         |
| 2013      | тф  |                                   | Jodi Arias: Dirty Little Secret                    | Ник                                  |
| 2013      | кор |                                   | Heartburn                                          | Лэнс Джонс                           |
| 2014—2016 | с   | От заката до рассвета             | From Dusk till Dawn: The Series                    | Ричи Гекко                           |
| 2014      | с   | Матадор                           | Matador                                            | гость на вечеринке                   |
| 2014      | ф   | Семь минут                        | 7 Minutes                                          | Оуэн                                 |
| 2015      | ф   | На грани депрессии                | The Curse of Downers Grove                         | парень                               |
| 2015      | ф   | Вернуться другим человеком        | Battle Scars                                       | Люк Стивенс                          |
| 2015      | ф   | Холод                             | Wind Walkers                                       | Шон Котз                             |
| 2016      | кор |                                   | Kadence                                            | Гидеон                               |
| 2016      | тф  | Девушка в ящике                   | Girl in the Box                                    | Кэмерон                              |
| 2017      | тф  |                                   | Searchers                                          | Купер                                |
| 2017      | с   |                                   | White Famous                                       | Крис                                 |
| 2018      | кор | Под покровом ночи                 | Beyond The Night                                   | Рэй Марроу                           |
| 2018      | ф   | Охотник-убийца                    | Hunter Killer                                      | Мартинелли                           |
| 2019      | тф  | Искушая судьбу                    | Tempting Fate                                      | Мэтт Шоу                             |
| 2020      | с   | Кэти Кин                          | Katy Keene                                         | Кей О'Келли / Гл.роль; 10 эпизодов   |
| 2021—2022 | с   | Ривердейл                         | Riverdale                                          | Кей О'Келли                          |
| 2021—2023 | с   | Морская полиция: Спецотдел        | NCIS                                               | спецагент NCIS Дэйл Сойер            |
| 2022      | с   | Уокер                             | Walker                                             | Эрик Дэвис / Эпизод: "Bygones"       |
| 2022      | с   | Всем встать                       | All Rise                                           | Райли Пирс / Эпизод:"The Game"       |

### Музыкальные клипы
| Год  | Заголовок                      | Артист      |
| ---- | ------------------------------ | ----------- |
| 2015 | "Confident (Demi Lovato song)" | Demi Lovato |

### Веб
| Год  | Сериал     | Роль       | Прим.                      |
| ---- | ---------- | ---------- | -------------------------- |
| 2012 | BlackBoxTV | Rob Turner | Эпизод: "AEZP: The Hollow" |

## Внешние ссылки
- Zane Holtz (англ.) на сайте Internet Movie Database